# Asselfingen
Asselfingen är en kommun (tyska Gemeinde) i Alb-Donau-Kreis i förbundslandet Baden-Württemberg i Tyskland. Folkmängden uppgår till cirka 1 000 invånare, på en yta av 12,86 kvadratkilometer.
Kommunen ingår i kommunalförbundet Langenau tillsammans med staden Langenau och kommunerna Altheim (Alb), Ballendorf, Bernstadt, Börslingen, Breitingen, Holzkirch, Neenstetten, Nerenstetten, Öllingen, Rammingen, Setzingen och Weidenstetten.

## Befolkningsutveckling
| Befolkningsutvecklingen i 1975–2015 | Befolkningsutvecklingen i 1975–2015 | Befolkningsutvecklingen i 1975–2015 | Befolkningsutvecklingen i 1975–2015 | Befolkningsutvecklingen i 1975–2015 |
| ----------------------------------- | ----------------------------------- | ----------------------------------- | ----------------------------------- | ----------------------------------- |
|                                     |                                     |                                     |                                     |                                     |
| År                                  |                                     |                                     | Folkmängd                           | Areal (ha)                          |
| 1975                                | 1975                                |                                     | 746                                 | 1 284                               |
| 1980                                | 1980                                |                                     | 799                                 |                                     |
| 1985                                | 1985                                |                                     | 812                                 |                                     |
| 1990                                | 1990                                |                                     | 832                                 | 1 285                               |
| 1995                                | 1995                                |                                     | 921                                 |                                     |
| 2000                                | 2000                                |                                     | 961                                 |                                     |
| 2005                                | 2005                                |                                     | 1 000                               |                                     |
| 2010                                | 2010                                |                                     | 1 011                               |                                     |
| 2015                                | 2015                                |                                     | 1 004                               |                                     |
|                                     |                                     |                                     |                                     |                                     |